# Embajada de Estados Unidos en México
Los Estados Unidos de América mantienen relaciones diplomáticas con los Estados Unidos Mexicanos desde 1822, pocos años después de que ese país consiguiera su independencia. En ese año, el presidente de Estados Unidos, Andrew Jackson, realizó un envió extraordinario de Ministro Plenipotenciario a México, y así Joel R. Poinsett se convirtió en el primer embajador estadounidense en México. Oficialmente, la embajada recibió el visto oficial por el Departamento de Estado de los Estados Unidos, en el año de 1898.
Las relaciones entre los Estados Unidos de América y los Estados Unidos Mexicanos no son solo una realidad dictada por la geografía sino por el gran flujo de intereses económicos, políticos y culturales de ambas partes de la frontera, relación regida dentro del Marco Jurídico Internacional en la Convención de Viena sobre relaciones diplomáticas. 
De acuerdo con esta Convención, las funciones de las Misiones Diplomáticas se basan en representar y proteger los intereses del Estado, así como sus ciudadanos ante el Estado receptor; negociar con el gobierno receptor, recabar información (por todos los medios legítimos) y reportarlos a su gobierno; promover relaciones amistosas y desarrollar las relacionadas económicas, culturales y científicas entre ambos países o.
Debido a estos intereses, la representación más grande de Estados Unidos se encuentra en su misión diplomática en México. Contando no solo con su embajada en la capital de país, sino también con nueve consulados, ubicados estratégicamente con una amplia cobertura en las principales ciudades de México y con 13 agencias consulares en los puntos vacacionales más importantes del país. Dichas agencias consulares se limitan a informar y proteger al ciudadano estadounidense en caso de emergencia y son supervisadas por el consulado más cercano.
Las relaciones internacionales entre México y Estados Unidos se han interrumpido en varias ocasiones:
- del 28 de diciembre de 1836 al 7 de julio de 1839 (durante la Independencia de Texas);
- del 28 de marzo de 1845 al 2 de octubre de 1848 (en el transcurso de la intervención estadounidense en México);
- del 18 de marzo de 1913 al 3 de marzo de 1917 (durante la Revolución Mexicana, la embajada estadounidense fue cerrada el 22 de abril de 1914 luego de la ocupación estadounidense a Veracruz; el embajador Henry Lane Wilson fue llamado a Washington tras haberse implicado en el complot de la Decena Trágica para derrocar al presidente Francisco I. Madero.

## Agentes diplomáticos de Estados Unidos (1810-1898)
| Representative           | Nombre                      | Inicio de la misión | Fin de la misión | Designado por       |
| ------------------------ | --------------------------- | ------------------- | ---------------- | ------------------- |
| William Shaler           | Agente Diplomático Especial | 1810                | 1812             | James Madison       |
| John H. Robinson         | Agente Diplomático Especial | 1812                | 1814             | James Madison       |
| Joel Roberts Poinsett    | Ministro                    | 1825                | 1829             | John Quincy Adams   |
| Anthony Butler           | Agente Diplomático Especial | 1829                |                  |                     |
| Anthony Butler           | Chargé d'Affaires           | 1829                | 1835             |                     |
| William A. Slacum        | Agente Diplomático Especial | 1835                | 1836             | Andrew Jackson      |
| Powhatan Ellis           | Chargé d'Affaires           | 1836                |                  | Andrew Jackson      |
| Robert Greenhow          | Agente Diplomático Especial | 1837                |                  |                     |
| Powhatan Ellis           | Ministro                    | 1839                | 1842             | Martin Van Buren    |
| Henry E. Lawrence        | Agente Diplomático Especial | 1842                |                  | John Tyler          |
| Waddy Thompson, Jr.      | Ministro                    | 1842                | 1844             | John Tyler          |
| Moses Yale Beach         | Agente Diplomático Especial | 1843                |                  | John Tyler          |
| Gilbert L. Thompson      | Agente Diplomático Especial | 1844                |                  | John Tyler          |
| Wilson Shannon           | Ministro                    | 1844                | 1845             | John Tyler          |
| John Slidell             | Ministro                    | 1845                |                  | James K. Polk       |
| David Conner             | Agente Diplomático Especial | 1846                |                  | James K. Polk       |
| Nathan Clifford          | Ministro                    | 1848                | 1849             | James K. Polk       |
| Robert P. Letcher        | Ministro                    | 1849                | 1852             |                     |
| Robert Greenhow          | Agente Diplomático Especial | 1850                |                  |                     |
| George G. Goss           | Agente Diplomático Especial | 1850                | 1852             |                     |
| George W. Slacum         | Agente Diplomático Especial | 1851                |                  | Millard Fillmore    |
| Edward Smith             | Agente Diplomático Especial | 1852                |                  | Millard Fillmore    |
| Alfred Conkling          | Ministro                    | 1852                | 1853             | Millard Fillmore    |
| George E. Cooper         | Agente Diplomático Especial | 1853                |                  |                     |
| Christopher L. Ward      | Agente Diplomático Especial | 1853                |                  |                     |
| James Gadsden            | Ministro                    | 1853                | 1856             |                     |
| Richard S. Spofford      | Agente Diplomático Especial | 1854                |                  | Franklin Pierce     |
| John Forsyth Jr.         | Ministro                    | 1856                | 1858             | Franklin Pierce     |
| William M. Churchwell    | Agente Diplomático Especial | 1858                |                  | James Buchanan      |
| Alfred Mordecai          | Agente Diplomático Especial | 1858                |                  | James Buchanan      |
| Duff Green               | Agente Diplomático Especial | 1859                |                  | James Buchanan      |
| David R. Porter          | Agente Diplomático Especial | 1859                |                  | James Buchanan      |
| Robert Milligan McLane   | Ministro                    | 1859                | 1860             | James Buchanan      |
| Henry Roy de la Reintrie | Agente Diplomático Especial | 1860                |                  | James Buchanan      |
| John B. Weller           | Ministro                    | 1860                | 1861             | James Buchanan      |
| Thomas Corwin            | Ministro                    | 1861                | 1864             |                     |
| Robert W. Shufelt        | Agente Diplomático Especial | 1862                |                  | Abraham Lincoln     |
| Lewis D. Campbell        | Ministro                    | 1866                | 1867             | Andrew Johnson      |
| Marcus Otterbourg        | Ministro                    | 1867                |                  | Andrew Johnson      |
| William S. Rosecrans     | Ministro                    | 1868                | 1869             | Andrew Johnson      |
| Thomas H. Nelson         | Ministro                    | 1869                | 1873             |                     |
| John W. Foster           | Ministro                    | 1873                | 1880             | Ulysses S. Grant    |
| Philip Hicky Morgan      | Ministro                    | 1880                | 1885             | Rutherford B. Hayes |
| Henry R. Jackson         | Ministro                    | 1885                | 1886             |                     |
| Thomas Courtland Manning | Ministro                    | 1886                | 1887             | Grover Cleveland    |
| Edward S. Bragg          | Ministro                    | 1888                | 1889             | Grover Cleveland    |
| Thomas Ryan              | Ministro                    | 1889                | 1893             |                     |
| Isaac P. Gray            | Ministro                    | 1893                | 1895             |                     |
| Matt Whitaker Ransom     | Ministro                    | 1895                | 1897             | Grover Cleveland    |
| Powell Clayton           | Ministro                    | 1897                | 1898             |                     |

## Embajadores de Estados Unidos en México (1899-actual)
| Embajador               | Inicio de la misión | Término de la misión    | Enviado por                   |
| ----------------------- | ------------------- | ----------------------- | ----------------------------- |
| Powell Clayton          | 1899-01-03          | 1905-05-26              | William McKinley              |
| Edwin H. Conger         | 1905-06-15          | 1905-08-03              | Theodore Roosevelt            |
| David Eugene Thompson   | 1906-03-08          | 1909-12-01              | Theodore Roosevelt            |
| Henry Lane Wilson       | 1910-03-05          | 1913-02-18              | William Howard Taft           |
| Henry P. Fletcher       | 1917-03-03          | 1919-01-25              | Woodrow Wilson                |
| Charles B. Warren       | 1924-03-31          | 1924-07-22              | Calvin Coolidge               |
| James R. Sheffield      | 1924-10-15          | 1927-06-05              | Calvin Coolidge               |
| Dwight W. Morrow        | 1927-10-29          | 1930-09-17              | Calvin Coolidge               |
| J. Reuben Clark, Jr.    | 1930-11-28          | 1933-02-14              | Herbert Hoover                |
| Josephus Daniels        | 1933-04-24          | 1941-11-09              | Franklin D. Roosevelt         |
| George S. Messersmith   | 1942-02-24          | 1946-05-15              | Franklin D. Roosevelt         |
| Walter C. Thurston      | 1946-06-17          | 1950-11-04              | Harry S. Truman               |
| William O'Dwyer         | 1950-11-23          | 1952-12-06              | Harry S. Truman               |
| Francis White           | 1953-04-28          | 1957-06-30              | Dwight D. Eisenhower          |
| Robert C. Hill          | 1957-07-25          | 1960-12-01              | Dwight D. Eisenhower          |
| Thomas Clifton Mann     | 1961-05-08          | 1963-12-22              | John F. Kennedy               |
| Fulton Freeman          | 1964-04-06          | 1969-01-06              | Lyndon B. Johnson             |
| Robert H. McBride       | 1969-07-22          | 1974-01-25              | Richard Nixon                 |
| Joseph John Jova        | 1974-01-30          | 1977-02-21              | Richard Nixon                 |
| Patrick J. Lucey        | 1977-07-19          | 1979-10-31              | Jimmy Carter                  |
| Julian Nava             | 1980-05-07          | 1981-04-03              | Jimmy Carter                  |
| John A. Gavin           | 1981-06-05          | 1986-06-10              | Ronald Reagan                 |
| Charles J. Pilliod, Jr. | 1986-11-04          | 1989-04-07              | Ronald Reagan                 |
| John D. Negroponte      | 1989-07-03          | 1993-09-05              | George H. W. Bush             |
| James Robert Jones      | 1993-09-10          | 1997-06-25              | Bill Clinton                  |
| Jeffrey S. Davidow      | 1998-10-05          | 2002-09-14              | Bill Clinton / George W. Bush |
| Tony Garza              | 2002-11-22          | 2009-01-20              | George W. Bush                |
| Carlos Pascual          | 2009-10-21          | 2011-03-19              | Barack Obama                  |
| Earl Anthony Wayne      | 2011-06-02          | 2015-07-31              | Barack Obama                  |
| Roberta S. Jacobson     | 2016-06-22          | 2018-05-05              | Barack Obama / Donald Trump   |
| Christopher Landau      | 2019-08-12          | 2021-01-20              | Donald Trump                  |
| Ken Salazar             | 2021-08-11          | 2025-01-07              | Joe Biden                     |
| Ronald Douglas Johnson  | 2025-05-14          | actualmente en el cargo | Donald Trump                  |

## Consulados-Generales y Agencias Consulares en México
- Ciudad Juárez (Consulado-General)[2]
- Guadalajara (Consulado-General)[2]
- Hermosillo (Consulado-General)[2]
- Matamoros (Consulado-General)[2]
- Mérida (Consulado-General)[2]
- Monterrey (Consulado-General)[2]
- Nogales (Consulado-General)[2]
- Nuevo Laredo (Consulado-General)[2]
- Tijuana (Consulado-General)[2]
- Acapulco (Agencia Consular)[2]
- Cabo San Lucas (Agencia Consular)[2]
- Cancún (Agencia Consular)[2]
- Mazatlán (Agencia Consular)[2]
- Oaxaca de Juárez (Agencia Consular)[2]
- Piedras Negras (Agencia Consular)[2]
- Playa del Carmen (Agencia Consular)[2]
- Puerto Vallarta (Agencia Consular)[2]
- San Miguel de Allende (Agencia Consular)[2]